# Zebrias captivus
Zebrias captivus es una especie de pez de la familia Soleidae en el orden de los Pleuronectiformes.

## Distribución geográfica
Se encuentran en las  costas del Golfo Pérsico y Baréin.